# Ер (група)
Ер (на френски: Air, „Въздух“) е френска музикална група от Версай, създадена през 1995 г. и съставена от Жан-Беноа Дюнкел и Никола Годен. Групата е приписвана към музикалното движение Френч тъч (френска електронна музика). Успехът ѝ е международен, особено във Великобритания и Съединените щати.
През 1998 г. първият ѝ албум Moon Safari е един от албумите на годината, благодарение по-специално на хитовия сингъл Sexy Boy. Две години по-късно саундтракът за филма „Обречени да умрат“ на София Копола позволява на групата да придобие слава.
На границата между електроника, поп и психеделичен рок, групата създава свой собствен музикален стил, като предлага космически мелодии, в които многото китарни рифове придружават електронни звуци и вокодирани гласове. Въпреки очевидната си срамежливост двамата ѝ членове не избягват сцената и редовно организират международни турнета, известни с алтернативните си версии и реинтерпретациите на живо на някои от парчетата си.
Ер си сътрудничи с Бек, Шарлот Генсбур, Джарвис Кокър (от Пълп), Нийл Ханън (от Дивайн Комеди) и Найджъл Годрич, наред с други.

## Биография

### Сформиране
Жан-Беноа Дюнкел израства, слушайки класическа музика и електронна музика с групи като Крафтверк, след което се интересува от това, което той нарича „тъмна английска скала“ с групи като Сиукси енд дъ Баншис и Джой Дивижън. Освен това се възхищава на Дейвид Боуи, Иги Поп и Лу Рийд. Брайън Ино и група Клъстър също са електронни изпълнители, които той харесва. Той цитира сред любимите си изпълнители Морис Равел за класическа музика, Франсоа дьо Рубе за филмова музика и Сикуски енд дъ Баншис за поп. Той споделя с Никола Годен интереса към музиката на Мишел Льогран, Филип Глас и Грейс Джоунс. Музикалните стилове, които са белязали най-много Николас Годен, са поп музиката на Бийтълс през детството му и Слай енд дъ Фемили Стоун през юношеството. 
Историята на групата започва през 1980-те години в гимназията „Жул-Фери“ във Версай, където тогава учат двамата създатели на групата. Подпомогнати от Алекс Гофер, Ксавие Жамо и Жан дьо Рейдейе, те сформират Оранж – ефимерна гимназиална група, която не оставя следа.
След гимназията Никола Годен започва да учи архитектура и е принуден да се откаже малко от музиката. Въпреки това, през 1995 г., докато работи върху първия албум на Тери Моаз, негов приятел от детството, който работи в Source (подлейбъл на Върджин Рекърдс), го насърчава да пише музика. Той пише инструментално заглавие в почит към Льо Корбюзие, Modulor, което представя под псевдонима „Ер“ с лейбъла Source. Парчето е избрано за компилацията Source Lab от същата година и се радва на известен успех (то е издадено и от английския лейбъл Мо' Уакс). Жан-Беноа Дюнкел пък учи математика и преподава физически науки, но не се отказва от музиката заради всичко това; след това свири в група Динамо, докато е пианист в бар в Латинския квартал.
След относителния успех на Modulor Никола, който не иска да продължи сам, предлага на Жан-Беноа да се присъедини към него. Двамата се заемат с реализацията на някои парчета, които ще бъдат издадени като сингли (тези парчета по-късно са  групирани в миниалбума Premiers през 1997 г.): има някои класики, като Casanova 70 или J'ai dormi sous l'eau, които предвещават какъв ще бъде звукът на Ер в ранните им дни (поп влияния от 1960-те години, кинематографични атмосфери, мания за Муг синтезатор, акорди, развиващи се около една и съща басова нота). По това време групата прави име чрез умножаване на свои ремикси, по-специално за Нене Чери, Депеш Мод и Ollano (група на Марк Колен).
Противно на това, което една градска легенда разпространява, името на групата Ер не е акронимът на „Любов въображение мечта“, а е взето от „въздушното“ звучене на тяхната музика.

### Дебют
За първия си албум, който подписват на парижкия лейбъл Source, Никола и Жан-Беноа решават да инвестират в порутено старо студио близо до голф игрището Сен Ном ла Бретеш, което ги доближава до местата на младостта им. Следователно за тях има носталгична страна в възприемането на този албум. След като десетте песни са композирани, те извикват звуковия инженера Стефан „Алф“ Бриат, който ще миксира албума, първо в студио Plus XXX и след това в студио Ганг. Насрочена е и струнна сесия с Дейвид Уитакър, който е работил с Франсоаз Арди и Серж Генсбур, в студио n 2 на Бийтълс на Аби Роуд. Тогава Ер се свързват с Майк Милс, графичен дизайнер от Ню Йорк, за да разработи визуалната вселена на албума им Moon Safari. От музикални видеоклипове до обложки на грамофонни плочи, от уебсайтове до стикери, уникалната вселена, която се ражда, напомня на ситуационистките комикси и американската поп култура. Албумът е издаден в началото на 1998 г. Ер са поканени на снимачната площадка на телевизионното предаване Nulle part ailleurs, за да изпълни хита Sexy Boy. Албумът им  има успех, въпреки че артистичният подход не е от най-лесните. Половината от него е инструментална и Бет Хирш, американска изпълнителка, която тогава работи като Au pair в Монмартър, поставя гласа си в песните All I Need и You Make It Easy. Барабанните машините заменят барабаните, така че Ер искаt да направят албума безвременен. Те също така използват различни вокодери – процес, популяризиран от Крафтверк, но ги използват по-краткотрайно от Крафтверк.
За турнето Moon Safari Ер се заобиколят с американски музиканти като Джъстин Мелдал-Джонсен на бас, Брайън Кехю и Роджър Манинг Jr. на клавишни и Брайън Райцел на барабани. Концертите започват на 11 октомври в Сиатъл за американската част и накрая в Европа със спирка в Ла Сигал , Париж, на 7 ноември. Френските музиканти придобиват известност на американска територия (особено в Ню Йорк и Лос Анджелис). Ник Харкорт – директор на музикалния клон на калифорнийското радио KCRW, ги кани за радио концерт на живо, прекъснат от интервю, което се повтаря за другите студийни албуми. На 20 февруари 1999 г Ер получават наградата Victoire de la Musique за техно/денс албум на годината за Moon Safari. Успехът на записа води до преиздаването на албума Premiers Symptômes през 1999 г. с две редки бонус песни.
През 1999 г. София Копола се свързва с групата за музиката за първия си игрален филм „Обречени да умрат“, тъй като иска да използва целия Moon Safari. Двамата музиканти ѝ предлагат да композира оригинален саундтрак за нейния филм.  Те записват музиката в същото студио като това на албума си Moon Safari, с помощта на барабаниста Брайън Ретцел, когото София Копола моли да ръководи записите. След като музиката приключва, продукцията на филма специално ги моли за песен за финалните надписи. За един уикенд Ер канят Томас Марс (от групата Phoenix), който пише текстовете, свири на барабани и пее под псевдонима Гордън Тракс. Тракс предлага Уго Феран за мелодиите, изсвирени на саксофона. Песента става сингъл и е обект на музикален видеоклип, заснет от София Копола, в който Ер и Томас Марс се появяват като учители на бала на филма. Дискът получава добри отзиви и позволява разпознаване: той ще получи наградата Victoire de la Musique за „филмов албум с оригинална музика “ през 2001 г. Оттогава членовете на групата стават близки сътрудници на режисьорката, като участват в саундтраковете на други два нейни филма: „Изгубени в превода“ (с неиздаваната тогава песен Alone In Kyoto) и „Мария-Антоанета“ (с инструменталната версия на песента Il Secondo Giorno, плод на тяхното сътрудничество с Алесандро Барико).
През 2001 г. издаването на албума 10 000 Hz  бележи международно влияние благодарение на сътрудничеството с Бек (в песните The Vagabond и Don't Be Light) и японската група Бъфало Дотър (в парчето Sex Born Poison). Този път групата се отказва от гладкия и хармоничен стил, за да опита по-експериментален звук. Всъщност Ер се местят в студио в 6-ти квартал на Париж, за да придадат по-градски вид на записа. Те обновяват своя материал, който е двигателят на всеки диск, винаги композиран в реакция на предишния. Колкото и албумът Moon Safari да е носталгичното наблюдение на едно отминало детство, този нов албум иска да бъде по-зрял. Те канят братята си от Америка най-вече от предишното турне с Джейсън Фокнър, фигура на калифорнийската поп сцена. Най-експерименталният албум в кариерата им, 10 000 Hz постига по-умерен успех в сравнение с двата предишни записа.

### От албумаTalkie Walkieдо албумаLove 2
Групата издава албума Talkie Walkie в началото на 2004 г. По-малко сложен от предишния студиен албум, той е завръщане към класическите поп структури. Найджъл Годрич ги убеждава да използват естествените си гласове и да изоставят вокодера. Няма и външна помощ за композицията на заглавията. Името на албума е твърде френска конотация: всъщност албумът е специфично за френския език, т. к. на други езици се използва Walkie Talkie.
През 2005 г. френският министър на културата връчва на Никола Годен и Жан-Беноа Дюнкел отличителните знаци на Ордена за изкуство и литература. Освен материалното възнаграждение за френската група този жест бележи институционалното признание на Френч тъч.
Дуото издава албума Pocket Symphony през март 2007 г . Този албум показва, че тя се развива в стил, повлиян от Япония. За това Никола Годен се научава да свири  на кото и шамисен от японски майстор, живеещ в Париж, който се появява в клипа Once Upon a Time. Нийл Ханън и Джарвис Кокър пеят в две песни.
В края на 2007 г. Ер получават ключовете от собственото си звукозаписно студио, наречено „Атлас Студио“, намиращо се в 19-ти квартал на Париж. По време на изграждането му те наемат услугите на опитния акустик Кристиан Малкърт. Именно тук те записват петия си албум Love 2, с Джоуи Уоронкър на барабаните, и се събiраt отново със Стефан „Алф“ Бриат за смесването, с когото са работили върху Moon Safari. Новият албум излиза на 6 октомври 2009 г . На сцената те сега образуват трио с барабаниста Алекс Томас. От 2007 г. Луис Арлет работи с групата като звуков инженер.

### АлбумMusic for Museum
На 6 февруари 2012 г излиза саундтракът Le Voyage dans la Lune – кратък 31-минутен албум, вдъхновен от музиката, създадена от Ер за филма „Пътешествие до луната“ на Жорж Мелиес и награден със Златна плоча на EMI. 
През юни 2014 г. Ер издават Music for Museum – албум, записан след поръчка за Художествения музей на Лил като част от проекта Open Museum.
През юни 2016 г , групата започва юбилейно турне, отбелязващо своето 20-годишно съществуване, което включва три концерта във Франция; по този повод също излиза на 10 юни двойният албум Twentyyears – компилация с техните най-добри парчета.

### Сътрудничества
Познати в света на френската електронна музика, Ер работят с няколко музиканти като Етиен дьо Креси и Алекс Гофер. Неговите двама членове са близки и с други изпълнители като Фузати, за когото продуцират инструментала на парчето Sous le signe du V, което напомня за град Версай, от който идват членовете на Ер и Фузати. Фузати също им намига в парчето си: „Затворени в стаята си, Жан-Беноа и Никола слушат Пинк Флойд, докато мечтаят да създадат група, за да могат да живеят от своята музика“
След като ги вижда на концерт в Милано, на италианския писател Алесандро Барико му хрумва идеята за сътрудничество. Той им изпраща текстове и те ги адаптират към музиката. През ноември 2002 г. те представят своето творение чрез пиеса в Театър „Виале“ в Рим, вследствие на което през 2003 г. издават албума си City Reading, миксиран от Найджъл Годрич.
Те участват в разработването на албума 5:55 на Шарлот Генсбур през 2006 г.
През 2015 г. Ер са в албума Electronica 1: The Time Machine на Жан Мишел Жар. Заедно композират парчето Close You Eyes.

### Звучене
Групата използва ретро синтезатори от самото начало и обича да си припомня в интервюта страстта си към инструментите, и се определя преди всичко като музиканти, съчетаващи акустика и синтез, както и аналогово и цифрово. Тяхната звукова идентичност преминава през неизменно ядро от инструменти като бас китара, струнен ансамбъл Solina, Rhodes и Korg MS-20.
Групата използва семпли в своите песни:
- Remember: Бийч Бойс - Do It Again
- La Femme d'argent: Кен - Future Days, Едуин Стар - Runnin
- Modular Mix: Джеймс Браун - I Got Ants In My Pants, Скот-Херон - We Almost Lost Detroit
- Brakes On: Одета - Hit or Miss
- Dirty Trip: Brian Auger's Oblivion Express - Dawn of Another Day
- Don't Be Light: Жан-Пиер Десерф - Arabian Era

## Членове
- Жан-Беноа Дюнкел: синтезатори, пиано, вокали .
- Никола Годен: китара, бас, синтезатори, вокали, кото, шамисен, банджо, барабани .

## Дискография

### Студийни албуми
- Moon Safari (1988)
- The Virgin Suicides (2000)
- 10 000 Hz Legend (2001)
- Talkie Walkie (2004)
- Pocket Symphony (2007)
- Love 2 (2009)
- Le Voyage dans la Lune (2012)
- Music for Museum (2014)

### Сингли и миниалбуми
- 1995 : Modular Mix
- 1996 : Casanova 70
- 1997 : Le soleil est près de moi
- 1997 : Soldissimo (EDC Remix). Disponible sur la compilation Super Discount publiée par Disques Solid
- 1997 : Premiers Symptômes. Cet EP reprend les morceaux des trois singles précédents (une réédition avec Brakes On Mix et Californie est sortie en 1999).
- 1998 : Sexy Boy. Cet EP contient le titre Jeanne, chanté par Françoise Hardy.
- 1998 : Californie/La femme d'argent. Single uniquement disponible avec le numéro 134 du magazine Les Inrockuptibles
- 1998 : Kelly Watch the Stars
- 1998 : All I Need
- 2000 : Playground Love
- 2001 : Air concerts. Single uniquement disponible avec le numéro 296 du magazine Les Inrockuptibles
- 2001 : Radio #1
- 2001 : How Does It Make You Feel?
- 2001 : People in the City
- 2002 : Don't Be Light
- 2004 : Cherry Blossom Girl
- 2004 : Surfing on a Rocket
- 2004 : Alpha Beta Gaga
- 2007 : Once Upon a Time
- 2007 : Mer du Japon
- 2009 : Do the Joy
- 2009 : Sing Sang Sung
- 2009 : So Light Is Her Footfall
- 2010 : So Light Is Her Footfall EP
- 2012 : Parade
- 2012 : Seven Stars

### Ремикси
- 1996 : Ollano Latitudes (Air Remix)
- 1997 : Crustation Purple (La Femme d'argent Mix)
- 1997 : Нене Чери Kootchi (Air Remix)
- 1997 : Депеш Мод Home AIR « Around The Golf » Remix
- 1997 : Alex Gopher Brakes On Mix
- 1998 : Étienne Daho Me manquer (Londres en Été - Air Remix)
- 2002 : Дейви Боуи Better Future
- 2005 : Beck Heaven Hammer (Missing) de l'album Guerolito
- 2006 : Late Night Tales (Air remix)

### Филмова музика
- 2000 : The Virgin Suicides (филм „Обречени да умрат“ на София Копола)
- 2003 : Lost in Translation (филм „Изгубени в превода“ на София Копола) с парчето Alone in Kyoto (налично и в албума Talkie Walkie)
- 2006 : Il Secondo Giorno (инстр.) във филма „Мария-Антоанета“ на София Копола
- 2010 : Quartier lointain на Сам Гарбаски, адаптация на манга на Jirō Taniguchi
- 2012 : Le Voyage dans la Lune (1902) на Жорж Мелиес, представен на Фестивала в Кан през 2011 г. Групата композира оригинална музика за възстановената цветна версия на филма.

### Сътрудничества
Албуми
- 2006 : Darkel на Jean-Benoît Dunckel
- 2009 : bande originale de Cyprien на Jean-Benoît Dunckel
- 2015 : Contrepoint на Nicolas Godin
- 2018 : H+ на Jean-Benoît Dunckel
- 2020 : Concrete and Glass на Nicolas Godin

Сингли
- 2002 : Everybody Hertz (ремикси)
- 2003 : City Reading (Tre Storie Western) с Алесандро Барико
- 2006 : 5:55 на Шарлот Генсбур, композитори